# Љубавник леди Четерли (филм из 2015)
„Љубавник леди Четерли“ (енгл. Lady Chatterley's Lover) телевизијски је филм из 2015. у продукцији британског канала Би-Би-Си у режији Џеда Меркурија, са Холидеј Грејнџер, Ричардом Маденом и Џејмсом Нортоном у главним улогама. Сценарио је написан на основу истоименог романа Д. Х. Лоренса из 1928, који је деценијама изазивао контроверзе и забране због експлицитног описа сексуалног односа и бројних вулгаризама. Заплет се темељи на љубавном троуглу између леди Констанс Четерли, њеног импотентног мужа сера Клифорда Четерлија и њеног љубавника Оливера Мелорса, ловочувара на њиховом имању. Ово је шеста играна дугометражна адаптација „Љубавника леди Четерли“, не рачунајући филмове који су делимично засновани на овом класику британске књижевности. Сцена експлозије у руднику на почетку филма, која не постоји у роману нити у другим адаптацијама, додатно подцртава класни проблем присутан у заплету, те управо појачано инсистирање на социјалним проблемима и класним разликама чине ову адаптацију другачијом од претходних. Са друге стране, пошто у филму има укупно три еротске сцене и једна псовка, поједини телевизијски критичари и гледаоци сматрали су да је то премало за адаптацију „Љубавника леди Четерли“ и да саме сцене нису успеле да прикажу еротску снагу Лоренсових описа.

## Заплет
Радња се догађа почетком двадесетих година 20. века у сеоској средини Енглеске. Млади аристократа и власник локалних рудника Клифорд Четерли жени се лепом и чулном Констанс. Међутим, након што је, услед рањавања у Првом светском рату, постао имотентан и завршио у инвалидским колицима, све се више емоционално удаљава од своје супруге. Ускоро на њиховом имању почиње да ради као ловочувар Оливер Мелорс, бивши рудар и војник, са којим Констанс започиње љубавну аферу. 

## Улоге
| Глумац           | Улога            |
| ---------------- | ---------------- |
| Холидеј Грејнџер | Констанс Четерли |
| Ричард Маден     | Оливер Мелорс    |
| Џејмс Нортон     | Клифорд Четерли  |
| Џоди Комер       | Ајви Болтон      |
| Едвард Холкрофт  | Данкан Форбс     |